# Großenseebach
Großenseebach település Németországban, azon belül Bajorországban. Lakosainak száma 2456 fő (2023. december 31.). Großenseebach Weisendorf és Herzogenaurach községekkel határos.

## Népesség
A település népessége az elmúlt években az alábbi módon változott:
| Lakosok száma | 256  | 408  | 845  | 1849 | 2381 | 2388 | 2433 | 2440 | 2463 | 2456 |
|               | 1875 | 1950 | 1975 | 1987 | 2012 | 2014 | 2016 | 2017 | 2021 | 2023 |